# Selexipag
Selexipag (tên thương hiệu là Uptravi) là một loại thuốc được Actelion phát triển để điều trị tăng áp lực động mạch phổi (PAH). Selexipag và chất chuyển hóa hoạt động của nó, ACT-333679 (hoặc MRE-269, axit carboxylic tự do), là chất chủ vận của thụ thể tuyến tiền liệt, dẫn đến giãn mạch trong tuần hoàn phổi.

ACT-333679 hoặc MRE-269, chất chuyển hóa hoạt động của selexipag

## Chống chỉ định
Ở châu Âu, việc sử dụng selexipag cùng với các chất ức chế mạnh men gan [CYP2C8], như gemfibrozil, bị chống chỉ định vì nó làm tăng nồng độ của selexipag gấp đôi và chất chuyển hóa hoạt động của nó gấp 11 lần, có khả năng dẫn đến tác dụng phụ nhiều hơn.

## Tác dụng phụ
Các tác dụng phụ của selexipag là tương tự như của tĩnh mạch prostacyclins sử dụng cho tăng huyết áp động mạch phổi. Tác dụng phụ thường gặp bao gồm đau đầu và đau quai hàm. Tăng nguy cơ mắc bệnh cường giáp cũng đã được ghi nhận ở những người dùng selexipag.

## Lịch sử
FDA Hoa Kỳ cấp tình trạng Thuốc mồ côi selexipag cho PAH. Nó đã được FDA Hoa Kỳ phê duyệt vào ngày 22 tháng 12 năm 2015. Giá dự kiến cho thuốc ở Mỹ là 160.000 đến 170.000 USD mỗi bệnh nhân trước khi giảm giá.
Tại châu Âu, thuốc đã được phê duyệt vào tháng 5 năm 2016.